# À nous deux Paris !
À nous deux Paris ! est un film de Jean-Jacques Vierne sorti en 1966.
À nous deux Paris ! (パリ、愛してるぜ〜) est un manga autobiographique de J.P. Nishi retraçant la découverte de la vie parisienne d'un jeune Japonais fraîchement installé à Paris,. La publication originale japonaise est assurée par l'éditeur Asukashinsha en 2011 et la version française est éditée par Philippe Picquier en mai 2012.

## Synopsis
J.P. Nishi (de son vrai nom Taku Nishimura), jeune assistant dessinateur de manga passionné par la bande dessinée franco-belge décide d'aller vivre à Paris un an durant, afin d'y dessiner auprès d'un maître. Malheureusement pour lui, aucun équivalent du métier d’assistant dessinateur n'existe en France.
Il devra alors faire face en se trouvant un petit boulot et va découvrir avec surprises et difficultés la vie parisienne. Dès lors, il scrute le quotidien des français de la capitale avec ses avantages et ses inconvénients.

## Publication
- Version originale : Asukashinsha, (DL 05/2011) (ISBN 978-4864100854)[4]
- Version française : 188 planches. Philippe Picquier, (DL 05/2012) (ISBN 978-2-8097-0341-2)[3]